# Marquês de Franco e Almodôvar
Marquês de Franco e Almodôvar é um título de nobreza de Portugal, criado por decreto de D. Carlos I, a 8 de Fevereiro de 1894, a favor de D. Emílio Ernesto de Franco.

## Marquês de Franco e Almodôvar
1. D. Emílio Ernesto de Franco (1835-1894-?)

Após a implementação da República e o fim do sistema nobiliárquico, tornaram-se pretendentes ao título D. Armelindo Cristóvão Franco, D. Maria Olívia Ferreira Franco Machado e D. João Miguel Franco Machado.